# Chiesa di San Rocco (Tocco da Casauria)
La chiesa di San Rocco è una chiesa cattolica di Tocco da Casauria ubicata in Via Rovetone. Dedicata a San Rocco di Montpellier, essa risale al 1610.
È oggi gestita dall'arcidiocesi di Chieti-Vasto e dalla parrocchia di Sant'Eustachio Martire.

## Storia
La chiesa è stata costruita nel 1610.

## Descrizione

### Esterno
L'edificio è stato costruito in tufo con pianta rettangolare ad aula.
Le facciate anteriore e destra sono intonacate e dipinte in bianco, mentre gli altri lati (sinistro e posteriore) sono in tufo scoperto. La facciata anteriore è composta da una porta d'ingresso con cornice in pietra affiancata da due finestre quadrate (una a destra ed una a sinistra) anch'esse con cornice in pietra. Sopra la porta c'è un piccolo rosone, una finestra quadrata, una targa in pietra con una scritta in lingua latina ed un piccolo campanile in cima al tetto a due falde; la targa recita:
SCARNATIS TOCCANA

PSVA DEVᴺᴱ HOC TO

TV SACRAE TVRRIS FI

ERI FECIT OP 9AD 621»

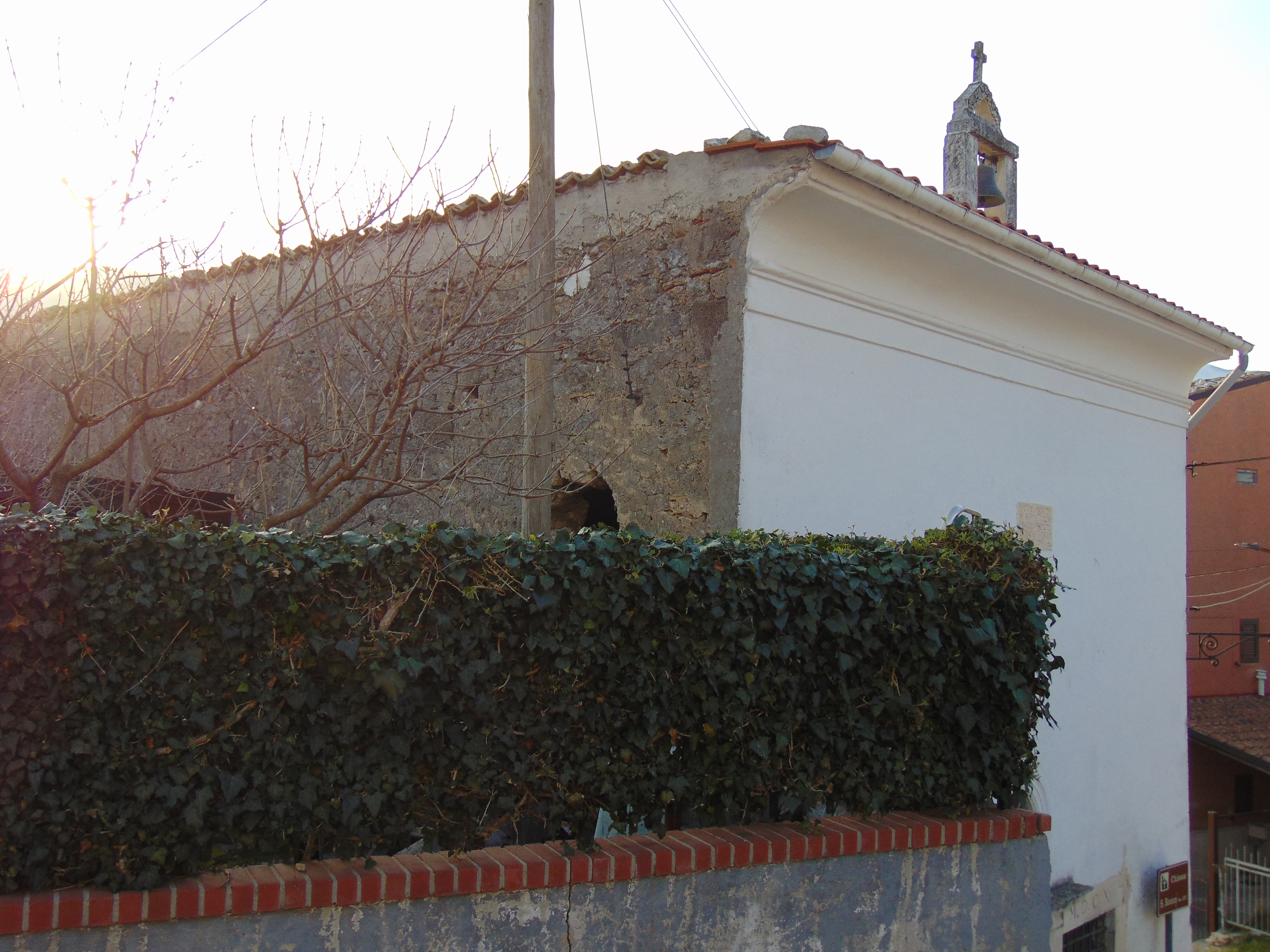
Angolo tra facciata sinistra e anteriore
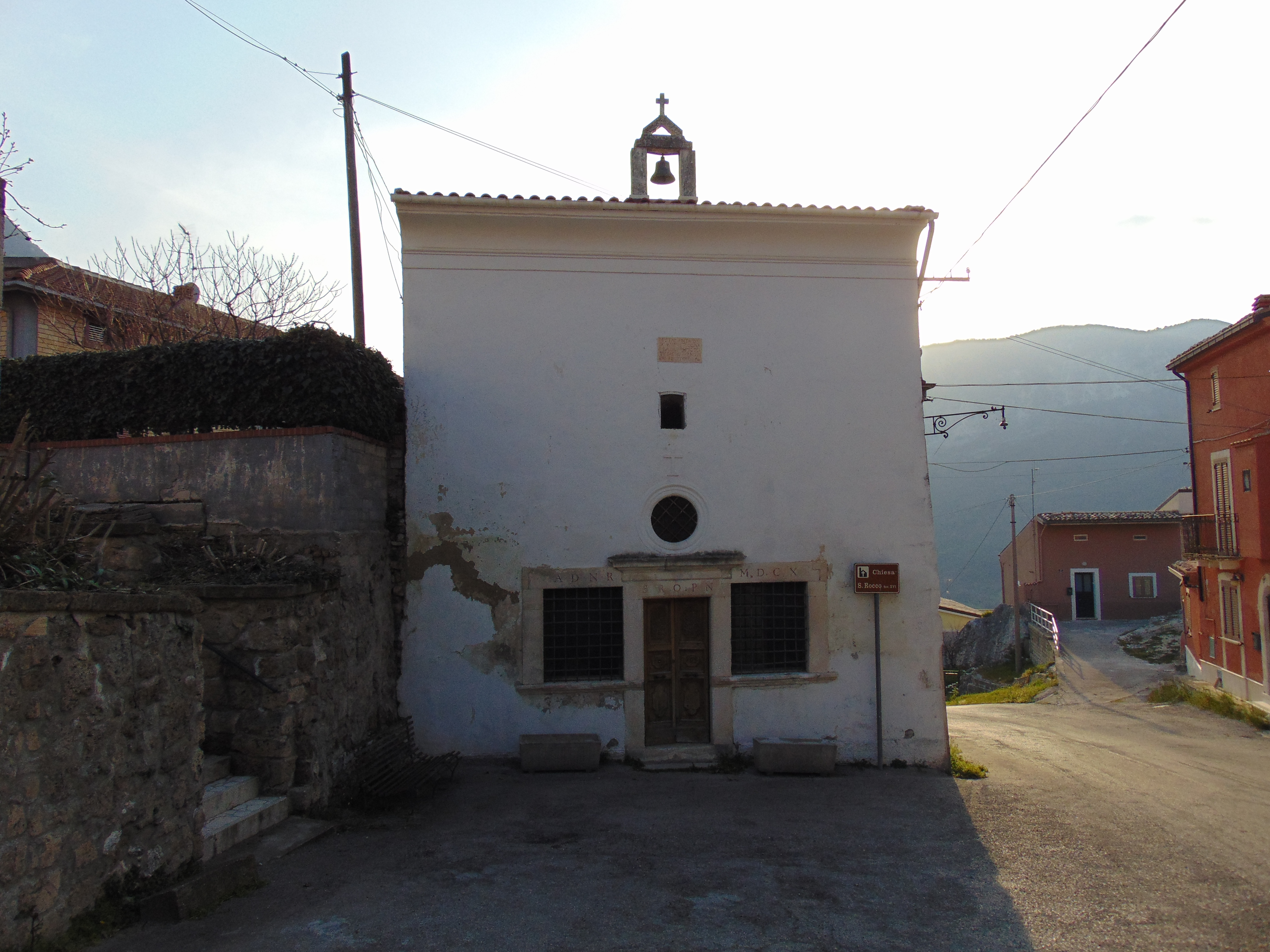
Facciata anteriore
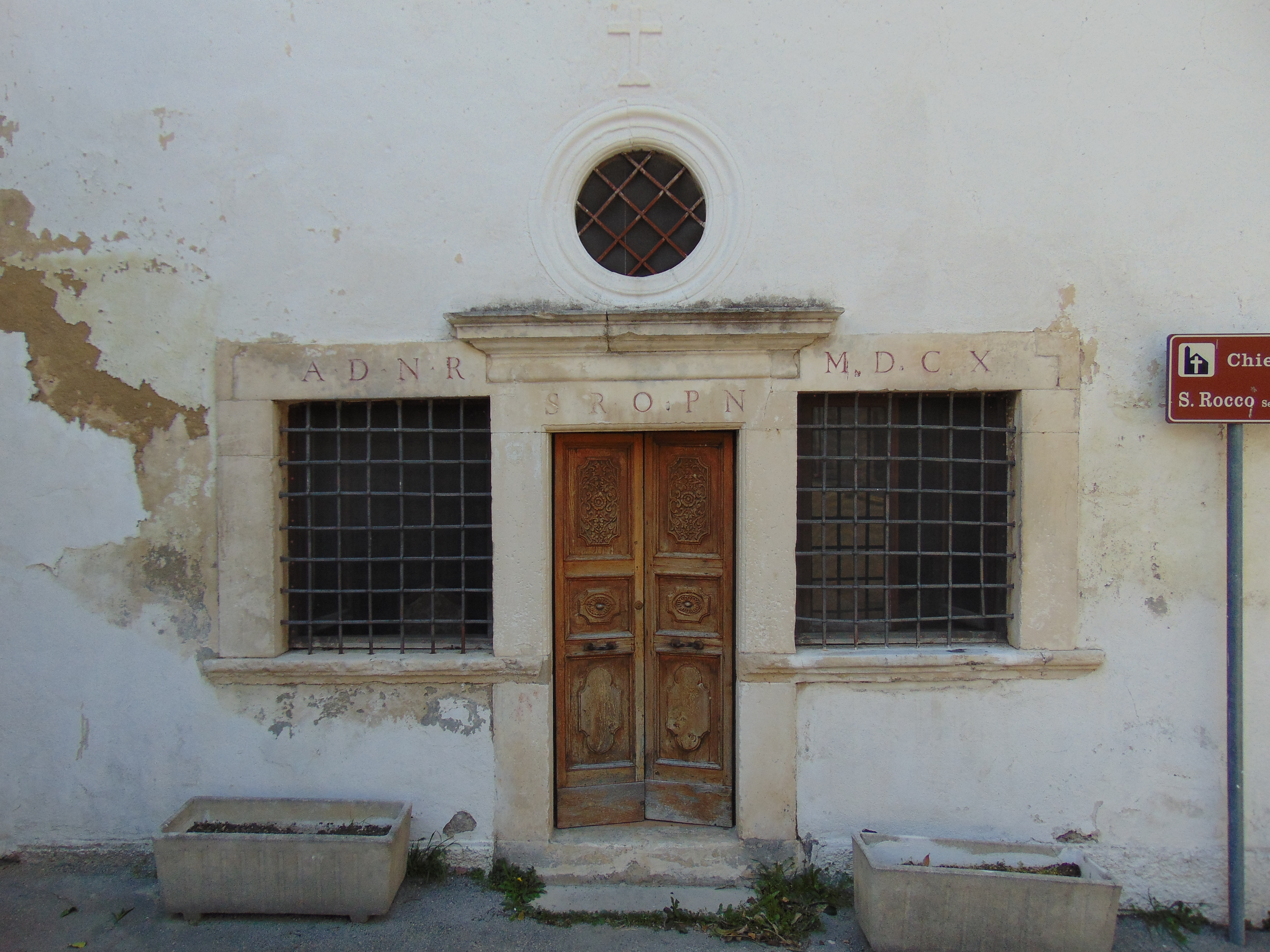
Ingresso
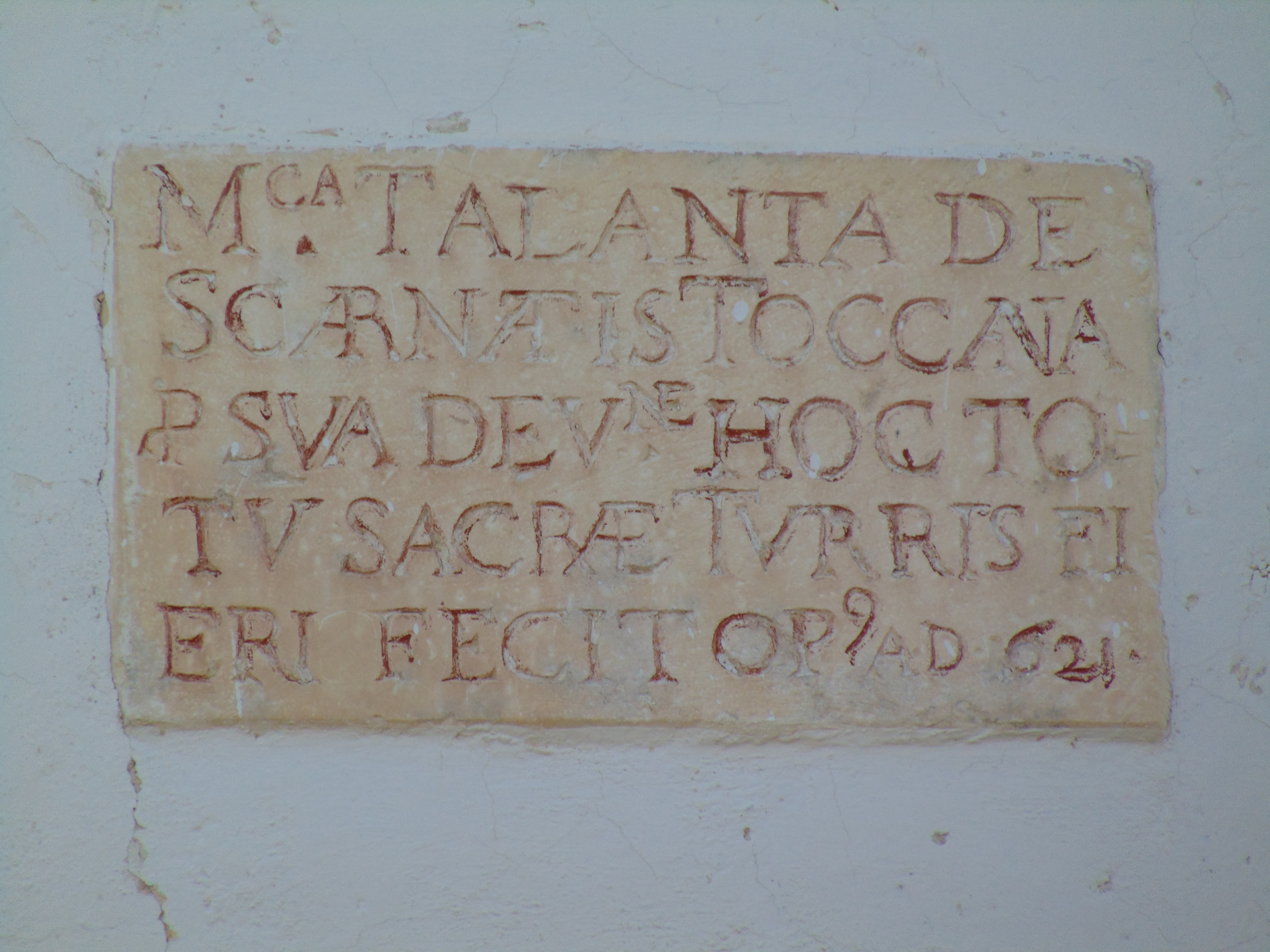
Targa in latino
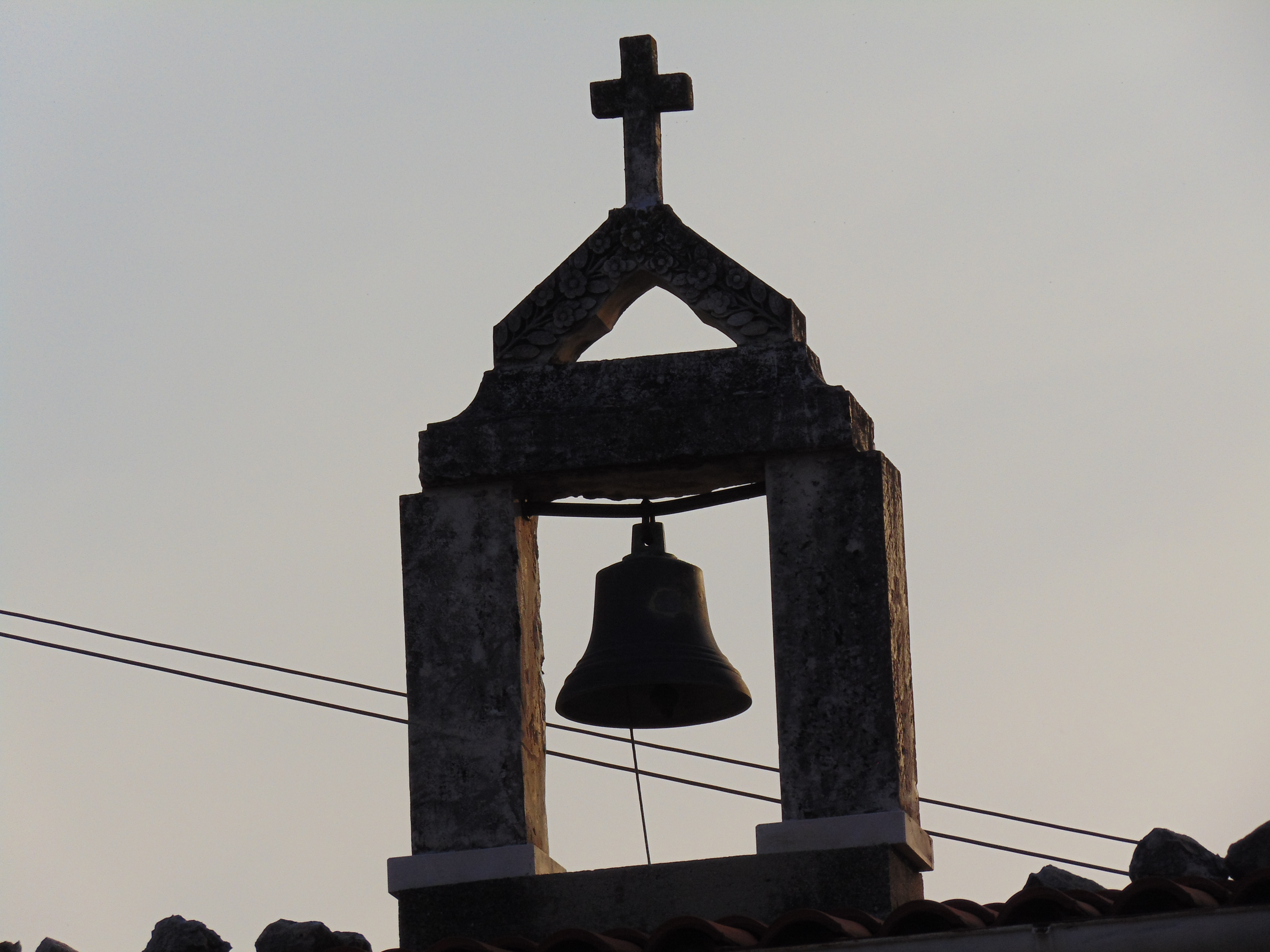
Campanile
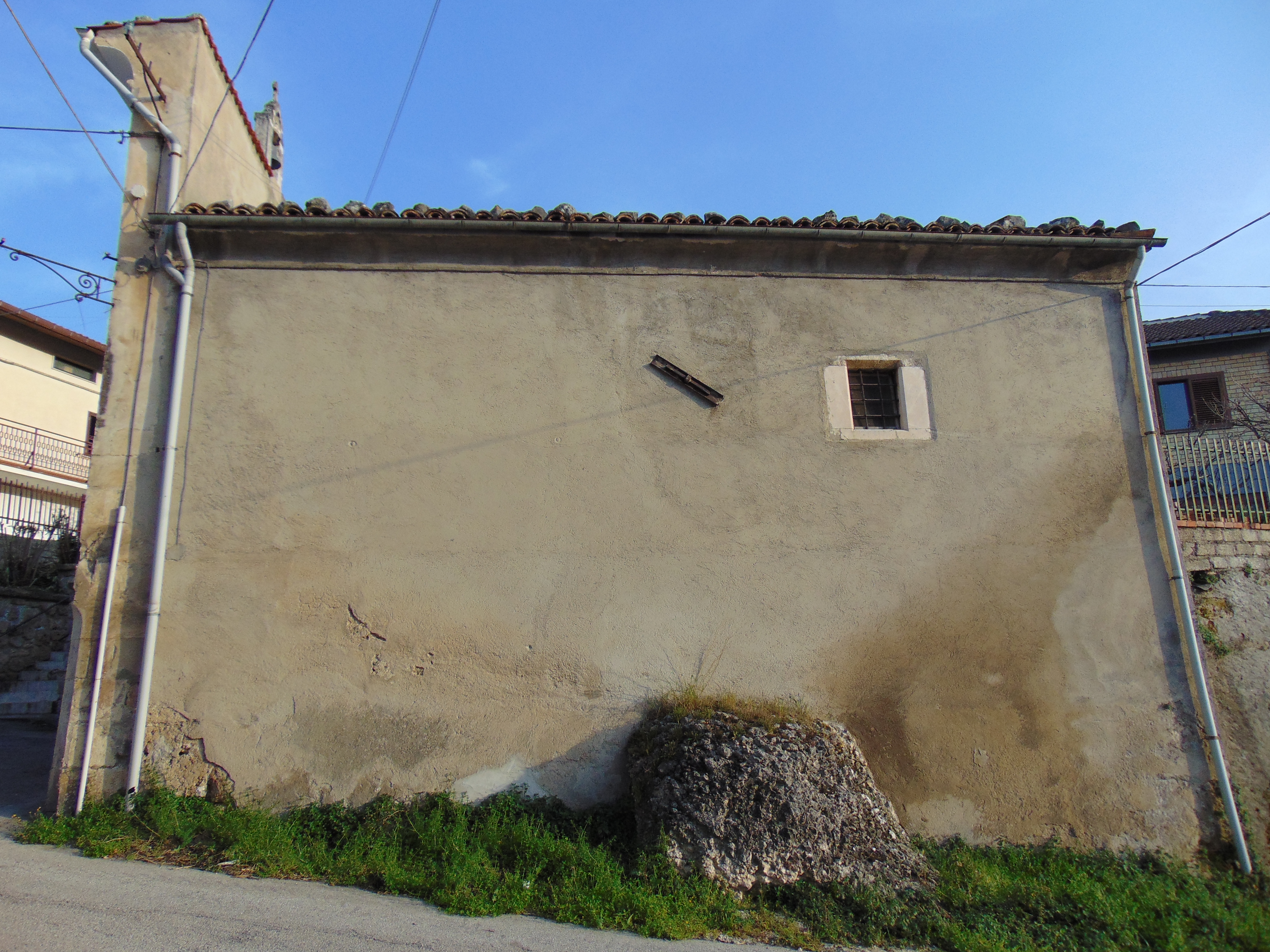
Facciata destra
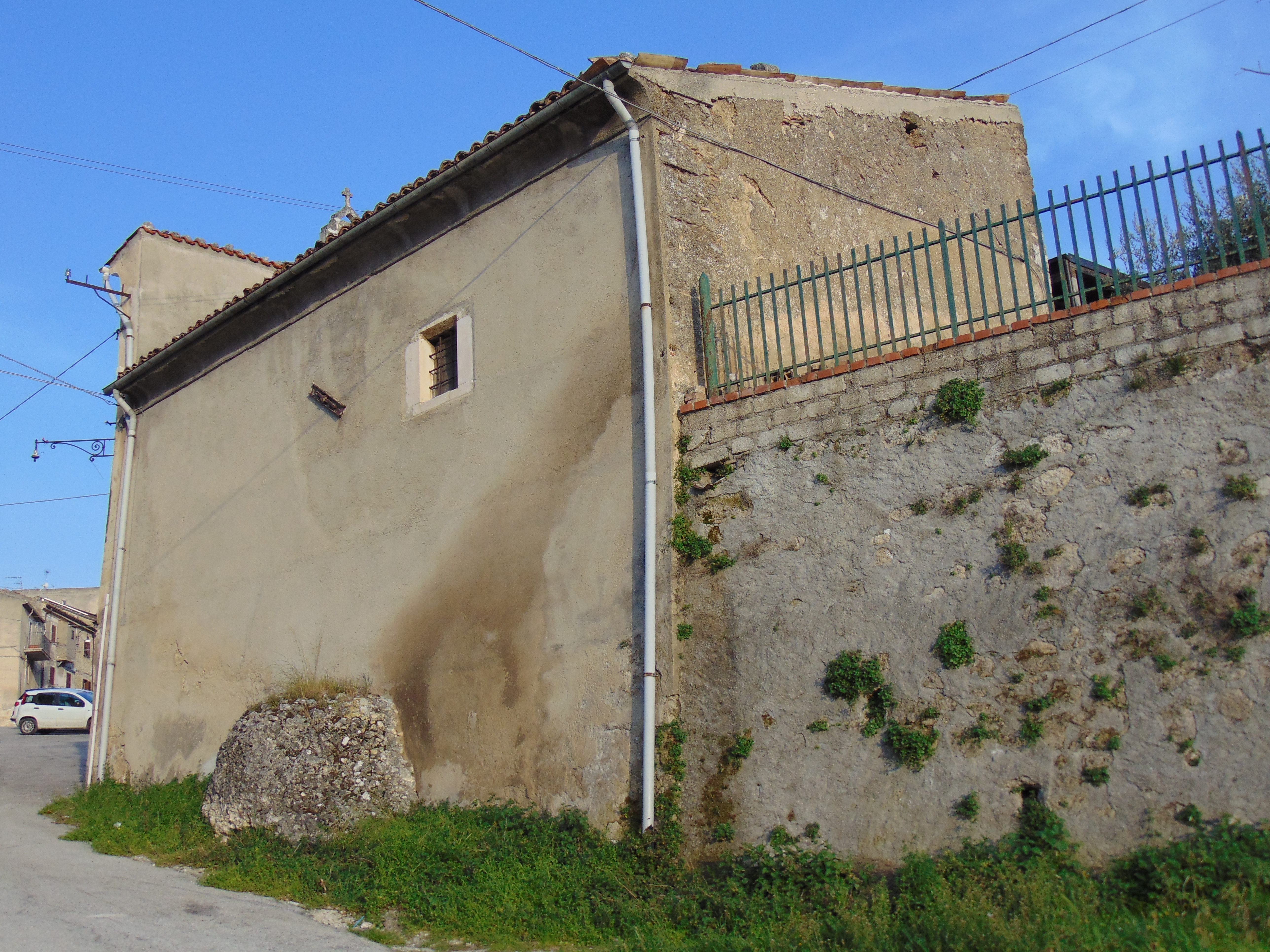
Angolo tra facciata destra e posteriore
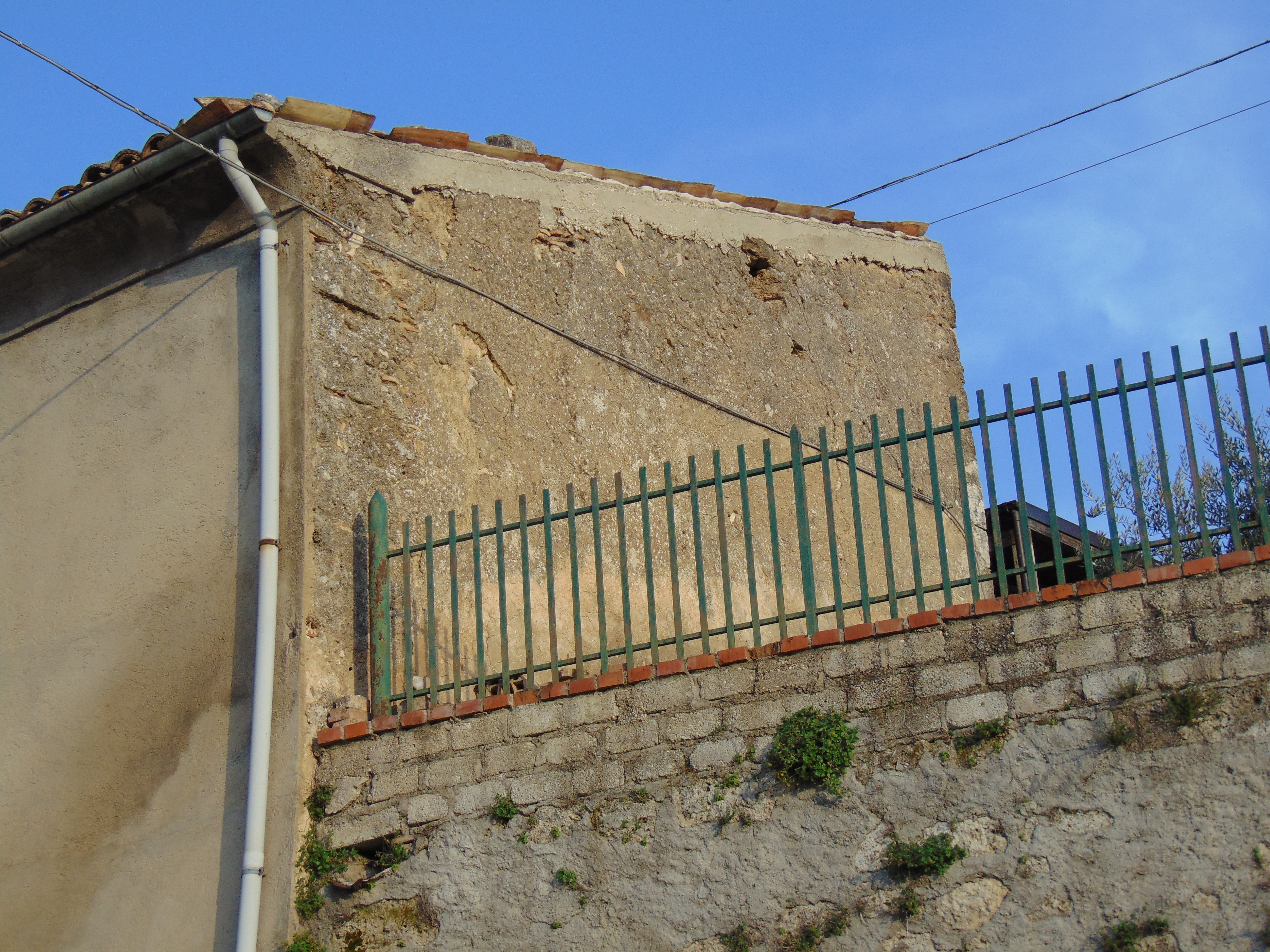
Facciata posteriore

### Interno
L'interno è costituito da una volta a botte e vi sono presenti un altare al centro di due affreschi, uno raffigurante Gesù Cristo ed uno la Madonna.

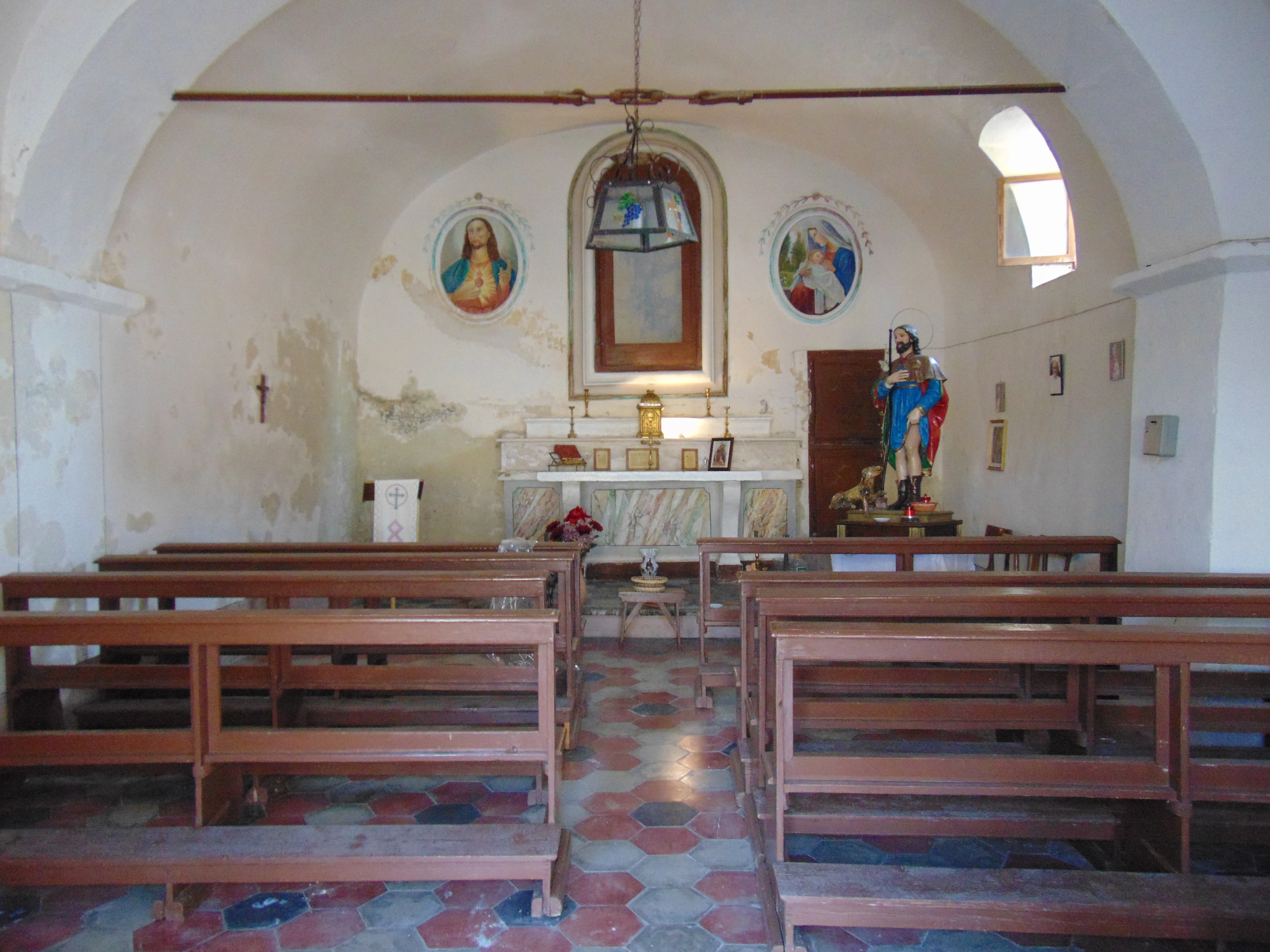
Interno della chiesa visto dalla porta d'ingresso
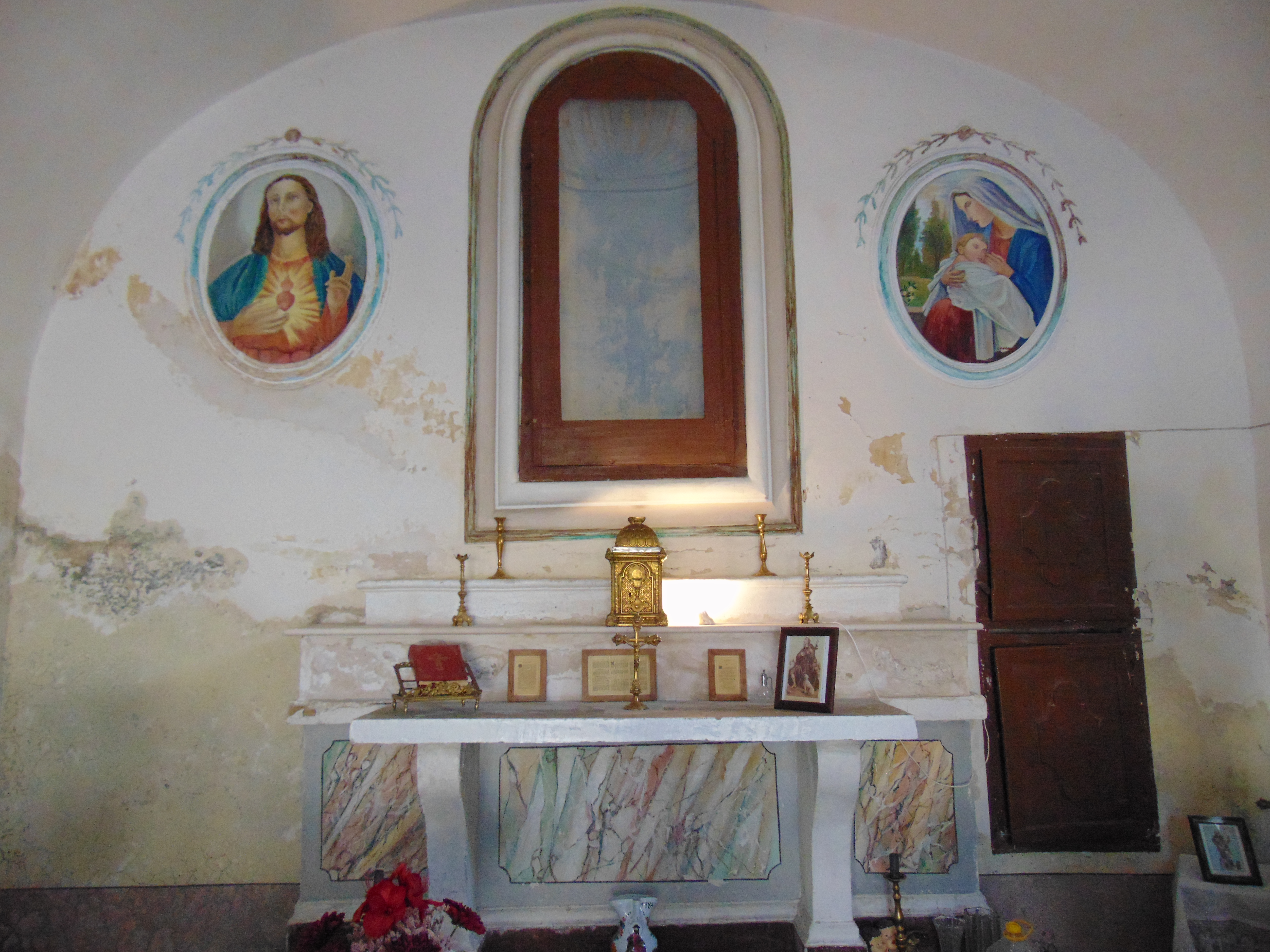
Altare e decorazioni
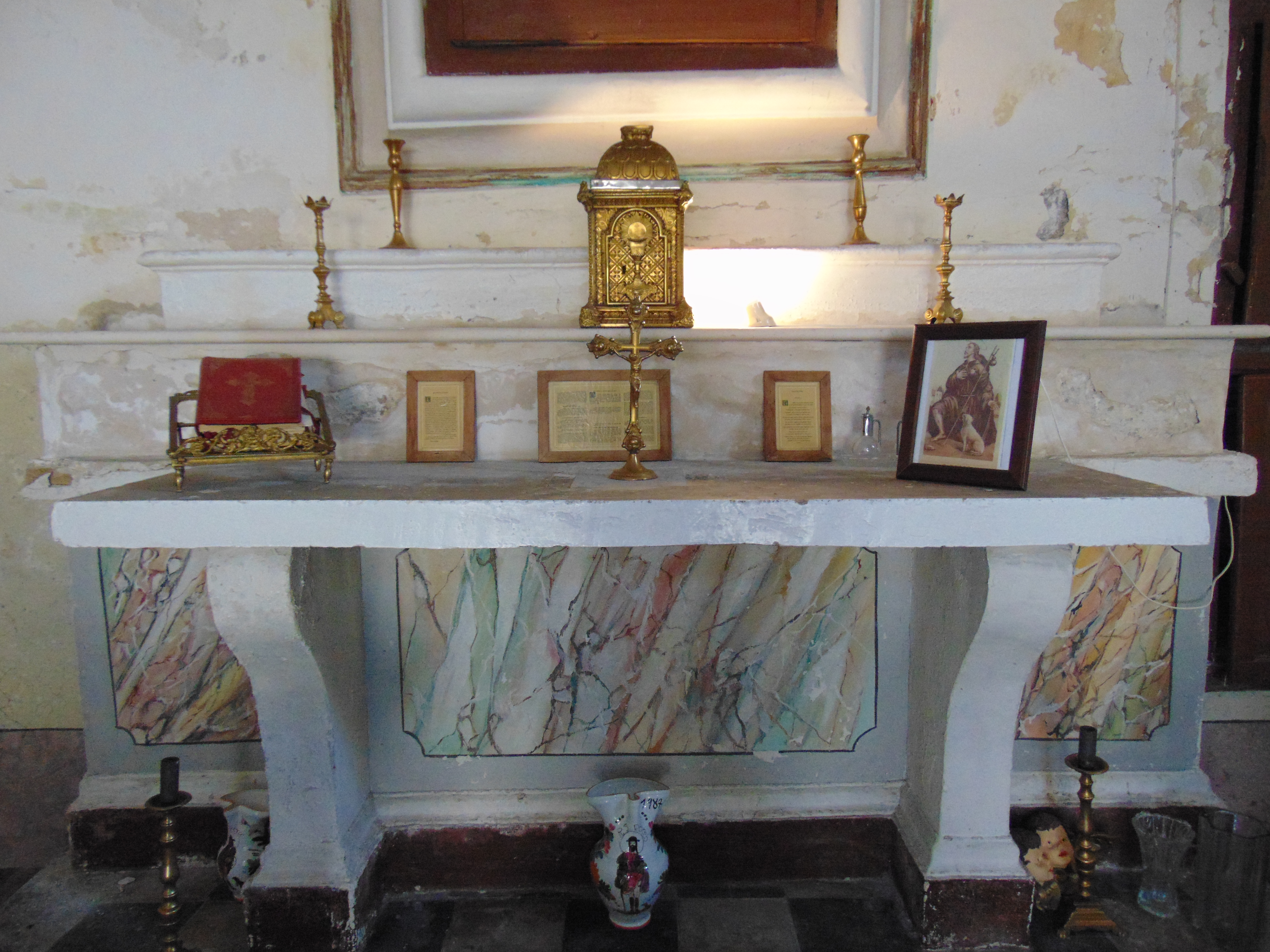
Altare
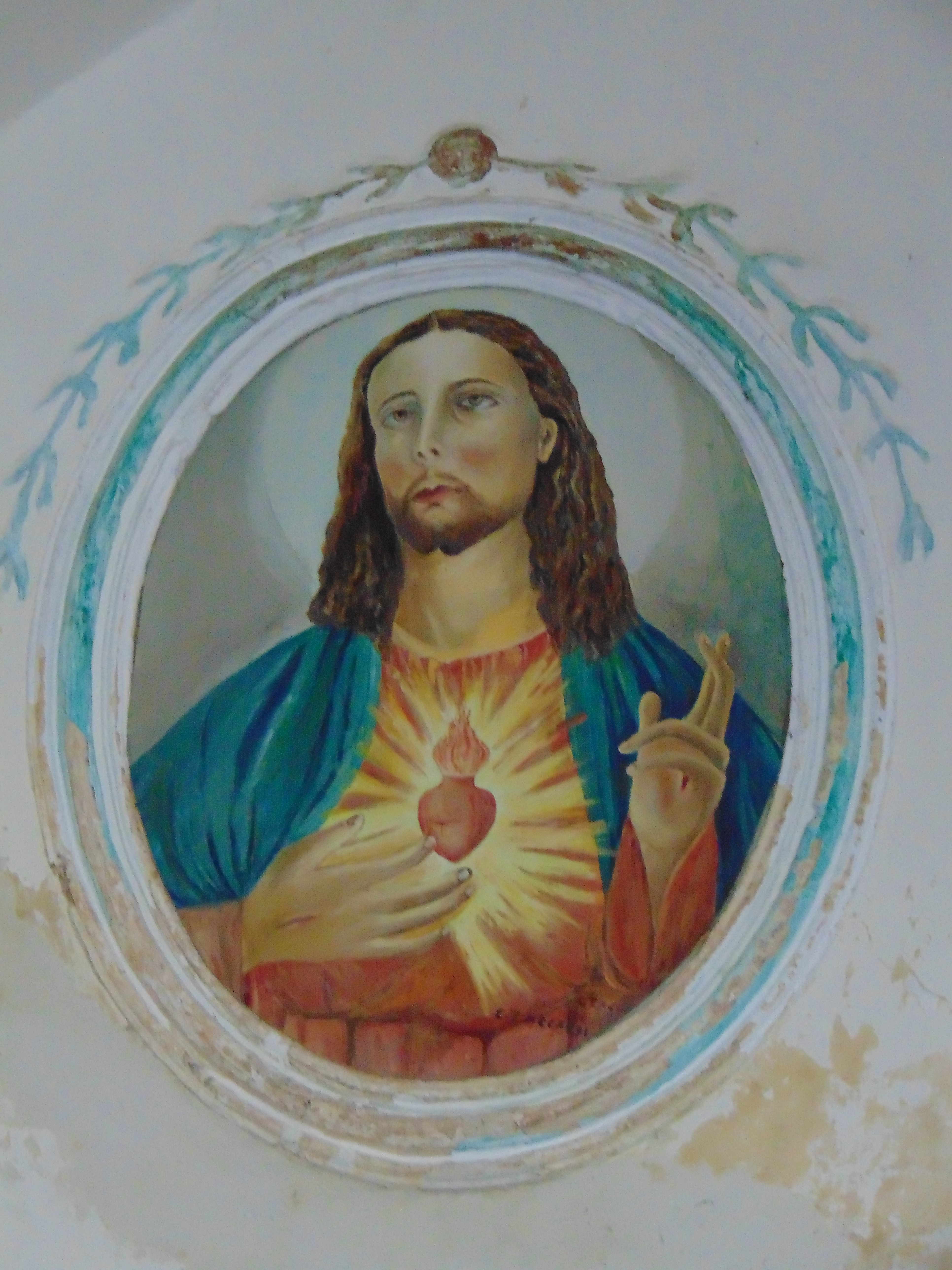
Affresco di Gesù Cristo
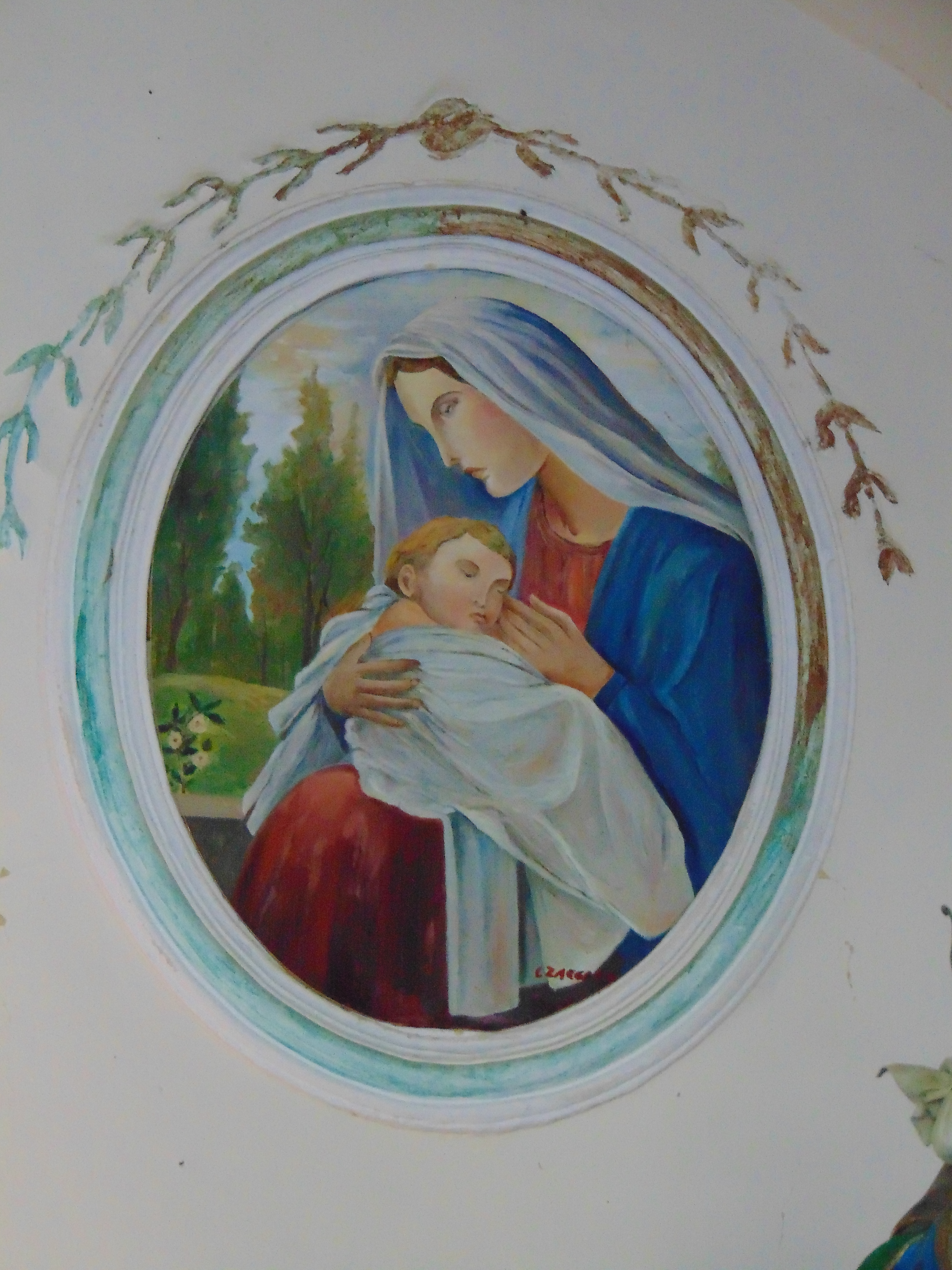
Affresco di Maria
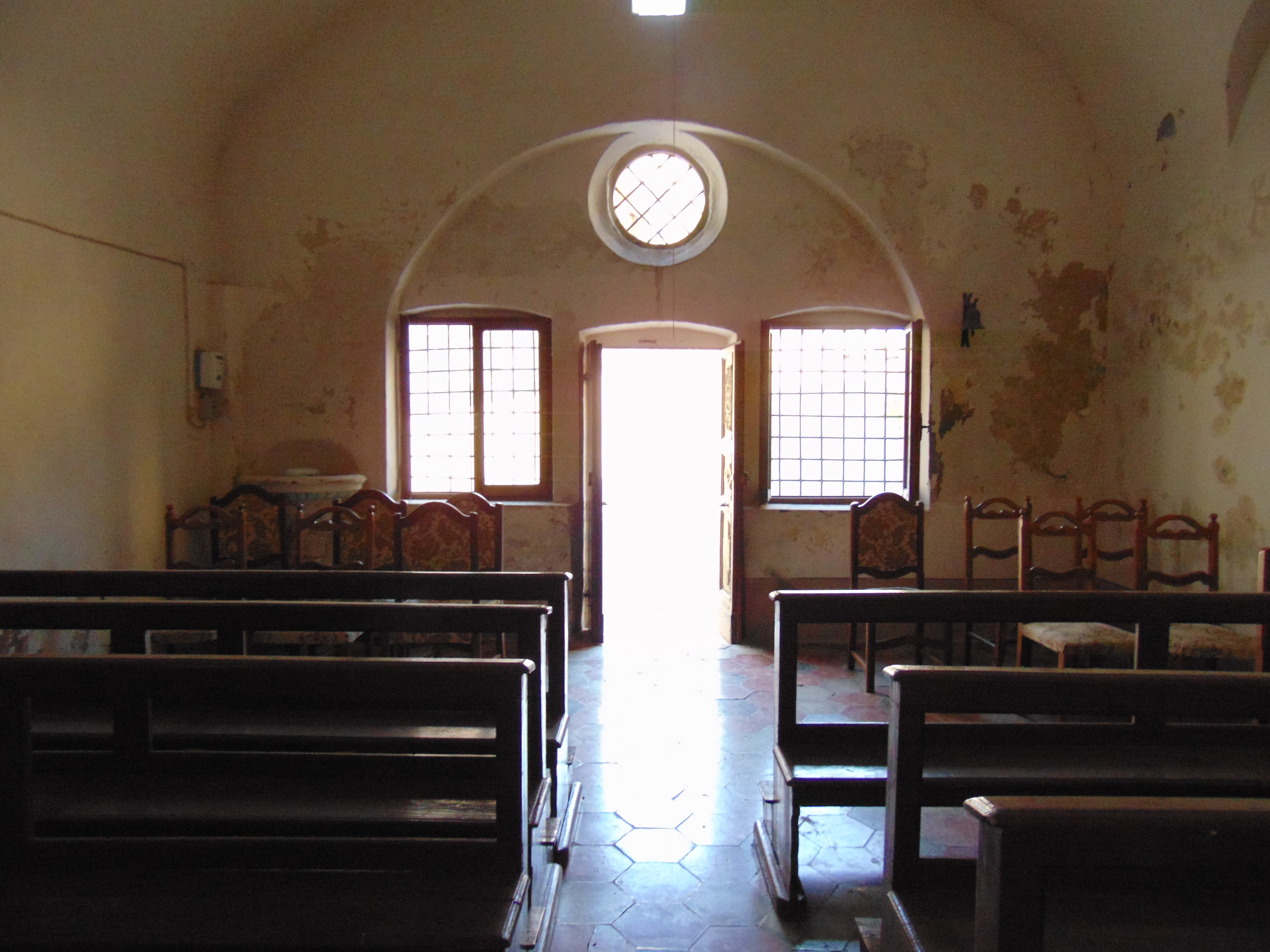
Interno della chiesa visto dall'altare